# Katie Ledecky
Katie Ledecky, de son nom complet Kathleen Genevieve Ledecky, née le 17 mars 1997, est une nageuse américaine spécialiste des épreuves de longue distance en nage libre. Championne olympique à neuf reprises et vingt-trois fois championne du monde en grand bassin depuis 2012, elle est la seule nageuse de l'histoire à avoir remporté quatre titres individuels lors des mêmes championnats du monde, à Kazan en 2015. Elle est également l'actuelle détentrice des records du monde sur 800 m et 1 500 m nage libre. Nageuse précoce, elle remporte dès 15 ans un titre olympique en 2012 sur 800 mètres nage libre. Ses titres internationaux et ses records du monde lui ont valu d'être nommé nageuse de l'année à cinq reprises. En remportant le 1 500 m et le 800 m des championnats du monde 2023 puis 2025, Katie Ledecky parvient à dix-huit titres individuels aux Mondiaux, devenant la nageuse la plus décorée de l'histoire dans cette compétition, hommes et femmes confondus.

## Biographie

### Jeunesse
Katie Ledecky est née le 17 mars 1997  à Washington mais réside à Bethesda (Maryland). Sa mère était une nageuse de l'Université du Nouveau-Mexique. Sa grand-mère paternelle Berta Ruth Greenwald (épouse Ledecky) qui est issue de familles juives tchèques et suisses, est sa source de motivation de par son histoire familiale pendant la Shoah. Elle a commencé la natation à l'âge de six ans, pour faire comme son frère aîné Michael. Jusqu'à l'été 2012, elle s'entraînait au National's Capital Swim Club avec Yuri Suguiyama mais depuis le retour des Jeux, elle a changé d'entraîneur pour rejoindre Bruce Gemmell.

### Débuts professionnels
Sélectionnée à quinze ans pour le 800 mètres nage libre aux Jeux olympiques de Londres, Ledecky mène la finale de bout en bout et s'impose en 8 minutes 14 secondes 63 centièmes devant l'Espagnole Mireia Belmonte et la Britannique Rebecca Adlington,. Après sa performance, elle obtient le Golden Goggles Awards de la meilleure performance de l'année devant Allison Schmitt, Dana Vollmer, Rebecca Soni et Missy Franklin.
Le 28 juillet 2013, elle devient championne du monde du 400 mètres nage libre puis deux jours plus tard championne du monde et recordwoman du monde du 1 500 mètres nage libre. Le 3 août, elle remporte le 800 mètres nage libre avec à nouveau le record du monde. Elle est la deuxième nageuse à réaliser le triplé 400, 800, 1 500 m aux Championnats du monde dix ans après Hannah Stockbauer. Ainsi elle est désignée meilleure nageuse par la FINA. Elle est également désignée Champion des champions 2014 par le journal L'Équipe. Elle est la seule à avoir remporté 4 titres individuels en réalisant le quadruplé sur 200, 400, 800 et 1 500 m nage libre aux Championnats du monde 2015 à Kazan (en améliorant en outre les records du monde sur 800 et deux fois de suite pour le 1 500 m). Elle y gagne aussi un titre avec le relais 4 × 200 nage libre américain.
Aux Jeux olympiques de Rio, Ledecky remporte le 200, le 400 m et le 800 m nage libre en grande favorite. Pour les relais, elle gagne l'argent au 4 × 100 m nage libre mais remporte l'or pour le 4 × 200 m nage libre et à seulement 19 ans, elle est en train d'étendre un peu plus son hégémonie sur la natation.
En février 2024, elle est dominée sur un 800 mètres nage libre par Summer McIntosh. C'est la première fois depuis 2012 que Ledecky est battue sur cette distance. En juin, lors des sélections américaines qualificatives pour les Jeux olympiques de Paris, elle remporte le 400 mètres nage libre puis le 200 mètres nage libre. Après cette victoire, elle annonce postuler aux Jeux olympiques pour une place sur le relais 4 × 200 m nage libre et renoncer à concourir sur l'épreuve individuelle de 200 mètres nage libre.
Elle remporte la médaille de bronze du 400 mètres nage libre féminin aux Jeux olympiques d'été de 2024 à Paris, puis l'or sur 1 500 m et 800 m. Sa médaille d'or sur 800 m fait d'elle la deuxième femme dans l'histoire des Jeux olympiques à avoir gagné quatre fois de suite la même épreuve après la lutteuse japonaise Kaori Ichō. En natation, cette performance n'avait été réalisé qu'une seule fois par le nageur Michael Phelps sur 200 m 4 nages. Les autres sportifs à avoir réussi cet exploit dans l'ensemble des disciplines olympiques sont le lutteur Mijaín López, ainsi que les athlètes Al Oerter en lancer du disque et Carl Lewis en saut en longueur.
Le 3 mai 2025, elle améliore huit ans après son record du monde du 800 mètres nage libre, réalisant 8 min 4 s 12 centièmes.

### Vie privée
En février 2018, elle annonce apprendre le français dans le cadre de son cursus universitaire.

## Palmarès

### Jeux olympiques
| Édition      | Épreuve          | Épreuve               | Épreuve              | Épreuve           | Épreuve                   | Épreuve                   |
| Édition      | 200 m nage libre | 400 m nage libre      | 800 m nage libre     | 1500 m nage libre | 4 × 100 mètres nage libre | 4 × 200 mètres nage libre |
| Londres 2012 | –                | –                     | Or 8 min 14 s 63     | –                 | –                         | -                         |
| Rio 2016     | Or 1 min 53 s 73 | Or 3 min 56 s 46 (RM) | Or 8 min 4 s 79 (RM) | -                 | Argent 3 min 31 s 89      | Or 7 min 43 s 03          |
| Tokyo 2020   | 5e 1 min 55 s 21 | Argent 3 min 57 s 36  | Or 8 min 12 s 57     | Or 15 min 37 s 34 |                           | Argent 7 min 40 s 73      |
| Paris 2024   |                  | Bronze 4 min 0 s 86   | Or 8 min 11 s 04     | Or 15 min 30 s 02 |                           | Argent 7 min 40 s 86      |

### Championnats du monde
| Édition        | Épreuve              | Épreuve              | Épreuve               | Épreuve                | Épreuve              | Épreuve                    |
| Édition        | 200 m nage libre     | 400 m nage libre     | 800 m nage libre      | 1500 m nage libre      | 4 × 100 m nage libre | 4 × 200 m nage libre       |
| Barcelone 2013 | –                    | Or 3 min 59 s 82     | Or 8 min 13 s 86 (RM) | Or 15 min 36 s 53 (RM) | –                    | Or 7 min 45 s 14           |
| Kazan 2015     | Or 1 min 55 s 16     | Or 3 min 59 s 13     | Or 8 min 7 s 39 (RM)  | Or 15 min 25 s 48 (RM) | –                    | Or 7 min 45 s 37           |
| Budapest 2017  | Argent 1 min 55 s 18 | Or 3 min 58 s 34     | Or 8 min 12 s 68      | Or 15 min 31 s 82      | Or 3 min 31 s 72     | Or 7 min 43 s 39           |
| Gwangju 2019   | –                    | Argent 3 min 59 s 97 | Or 8 min 13 s 58      | –                      | –                    | Argent 7 min 41 s 87 (RAm) |
| Budapest 2022  | –                    | Or 3 min 58 s 15     | Or 8 min 8 s 4        | Or 15 min 30 s 15      | –                    | Or 7 min 41 s 45           |
| Fukuoka 2023   | –                    | Argent 3 min 58 s 73 | Or 8 min 8 s 87       | Or 15 min 26 s 27      | –                    | Argent 7 min 41 s 38       |
| Singapour 2025 |                      | Bronze 3 min 58 s 49 | Or 8 min 5 s 62       | Or 15 min 26 s 44      |                      | Argent 7 min 40 s 01 (RAm) |

### Championnats pan-pacifiques
| Édition         | Épreuve              | Épreuve               | Épreuve          | Épreuve                | Épreuve              | Épreuve | Épreuve | Épreuve | Épreuve |
| Édition         | 200 m nage libre     | 400 m nage libre      | 800 m nage libre | 1500 m nage libre      | 4 × 200 m nage libre |         |         |         |         |
| Gold Coast 2014 | Or 1 min 55 s 74     | Or 3 min 58 s 37 (RM) | Or 8 min 11 s 35 | Or 15 min 28 s 36 (RM) | Or 7 min 46 s 40     |         |         |         |         |
| Tokyo 2018      | Bronze 1 min 55 s 15 | Or 3 min 58 s 50      | Or 8 min 9 s 13  | Or 15 min 38 s 97      | Argent 7 min 44 s 37 |         |         |         |         |

## Records

### Records personnels
Le tableau ci-dessus détaille les records personnels de Katie Ledecky. L'indication RM montre que la performance en question constitue le record du monde de la spécialité.
| Épreuve           | Temps               | Compétition              | Lieu                                   | Date          |
| 100 m nage libre  | 55 s 22             | Grand Prix de Mesa       | Mesa (Arizona), États-Unis             | 24 avril 2014 |
| 200 m nage libre  | 1 min 53 s 73       | Jeux olympiques          | Rio de Janeiro, Brésil                 | 9 août 2016   |
| 400 m nage libre  | 3 min 56 s 46       | Jeux olympiques          | Rio de Janeiro, Brésil                 | 7 août 2016   |
| 800 m nage libre  | 8 min 4 s 12 (RM)   | 2025 TYR Pro Swim Series | Fort Lauderdale, (Floride), États-Unis | 3 mai 2025    |
| 1500 m nage libre | 15 min 20 s 48 (RM) | 2018 TYR Pro Swim Series | Indianapolis (Indiana), États-Unis     | 16 mai 2018   |

### Records du monde battus
Ce tableau détaille les dix-sept records du monde battus par Katie Ledecky durant sa carrière ; tous l'ont été en grand bassin, sauf deux.
| Épreuve                            | Temps          | Compétition                            | Lieu                                  | Date            |
| 1 500 m nage libre en grand bassin | 15 min 36 s 53 | Championnats du monde                  | Barcelone, Espagne                    | 30 juillet 2013 |
| 1 500 m nage libre en grand bassin | 15 min 34 s 23 | TWST Senior Invitational               | Conroe (Texas), États-Unis            | 19 juin 2014    |
| 1 500 m nage libre en grand bassin | 15 min 28 s 36 | Championnats pan-pacifiques            | Gold Coast, Australie                 | 24 août 2014    |
| 1 500 m nage libre en grand bassin | 15 min 27 s 71 | Championnats du monde                  | Kazan, Russie                         | 3 août 2015     |
| 1 500 m nage libre en grand bassin | 15 min 25 s 48 | Championnats du monde                  | Kazan, Russie                         | 4 août 2015     |
| 1 500 m nage libre en grand bassin | 15 min 20 s 48 | 2018 TYR Pro Swim Series               | Indianapolis (Indiana), États-Unis    | 16 mai 2018     |
| 800 m nage libre en grand bassin   | 8 min 13 s 86  | Championnats du monde                  | Barcelone, Espagne                    | 3 août 2013     |
| 800 m nage libre en grand bassin   | 8 min 11 s 00  | TWST Senior Invitational               | Conroe (Texas), États-Unis            | 22 juin 2014    |
| 800 m nage libre en grand bassin   | 8 min 7 s 39   | Championnats du monde                  | Kazan, Russie                         | 8 août 2015     |
| 800 m nage libre en grand bassin   | 8 min 6 s 68   | Arena Pro Swim Series                  | Austin (Texas), États-Unis            | 18 janvier 2016 |
| 800 m nage libre en grand bassin   | 8 min 4 s 79   | Jeux olympiques                        | Rio de Janeiro, Brésil                | 12 août 2016    |
| 800 m nage libre en grand bassin   | 8 min 4 s 12   | 2025 TYR Pro Swim Series               | Fort Lauderdale (Floride), États-Unis | 3 mai 2025      |
| 400 m nage libre en grand bassin   | 3 min 58 s 86  | Championnats des États-Unis            | Irvine (Californie), États-Unis       | 9 août 2014     |
| 400 m nage libre en grand bassin   | 3 min 58 s 37  | Championnats pan-pacifiques            | Gold Coast, Australie                 | 23 août 2014    |
| 400 m nage libre en grand bassin   | 3 min 56 s 46  | Jeux olympiques                        | Rio de Janeiro, Brésil                | 7 août 2016     |
| 1 500 m nage libre en petit bassin | 15 min 8 s 24  | Étape de la Coupe du monde de natation | Toronto, Canada                       | 29 octobre 2022 |
| 800 m nage libre en petit bassin   | 7 min 57 s 42  | Étape de la Coupe du monde de natation | Indianapolis (Indiana), États-Unis    | 5 novembre 2022 |